# Baldi's Basics in Education and Learning
Baldi's Basics in Education and Learning (укр. «Балді» — Основи Освіти та Навчання), також відома як Baldi's Basics і Baldi's Basics Classic — безкоштовна інді-гра у жанрі Survival horror, випущена 31 березня 2018 року для Windows, MacOS і Linux. Мета гри полягає в тому, щоб гравець знайшов усі сім зошитів свого друга, розкидані школою, так, щоб його не спіймав ігровий персонаж — вчитель Балді, поки гравцеві заважатимуть інші вчителі та мешканці школи. У 2020 році гра вийшла в Steam під назвою Baldi's Basics Plus.
Гра висміює освітні ігри 1990-х років за допомогою поганої графіки і подібних тем (таких як Sonic's Schoolhouse, I. M. Meen та 3D Dinosaur Adventure), а пізніше в недавніх оновленнях розбирала їхні елементи гри жахів на метафікшн.

## Сюжет
Друг головного героя забуває сім зошитів у місцевій школі, але не може дістати їх сам, бо запізниться на «практику прийому їжі», тому просить головного героя принести їх. Щойно гравець приходить, Балді, один з учителів, ставить гравцеві прості математичні завдання щоразу, коли він знаходить блокнот (по три на книжку), і обіцяє приз, якщо він відповість на все правильно. Балді також дуже легко розлютити і, представивши гравцеві нерозв'язні математичні задачі, він почне переслідувати його, коли він неминуче не зможе відповісти на нього правильно. Головний герой змушений продовжувати шукати всі інші зошити, уникаючи при цьому інших учнів і різних перешкод. Якщо гравець вирішить відповісти на кожне запитання неправильно, він отримає альтернативну кінцівку, що містить спотворену версію Балді та іншого прихованого персонажа, який просить гравця знищити гру, перш ніж гра закриється.

## Розробка
Спочатку гра створювалася як звичайна гра для щорічного конкурсу на Meta-Game Jam, де вона посіла 2-е місце. Гра та її художній стиль пародіює старі та навчальні ігри 1990-х років, наприклад такі як Sonic's Schoolhouse, і швидко завоювала популярність завдяки своїй абсурдній і часто сюрреалістичній суті. Завдяки відеоблогерам, таким як Маркіплаєр і PewDiePie, які зняли по ній ігрові ролики, гра набрала ще більшої популярності. Сама гра була створена дуже швидко: всього за 2 тижні. Пізніше розробник виклав гру на Kickstarter, де він оголосив, що повну версію гри буде випущено або наприкінці 2019, або на початку 2020 року. Гра на Kickstarter була успішною і заробила загалом 61,375 $, що на 11,375 $ вище за початкову мету, разом із додатковими 648 $ на Backerkit (для попереднього замовлення гри). Наразі єдина іграбельна версія цієї гри — це демонстраційна версія, але McGonigal підтвердив, що повна версія гри все ще перебуває в розробці і оголосив, що деякі функції будуть із згенерованими випадковими образами рівнів, новими персонажами і ліфтом.
13 серпня вийшла офіційна демо версія під назвою Baldi's Basics - Full Game Early Demo.
21 жовтня 2022 року було випущено ремастер і збірку з трьох ігор для ПК під назвою Baldi's Basics Classic Remastered.

## Ігровий процес
Наразі в Baldi's Basics in Education & Learning є 4 ігрових режими, зокрема «Режим історії», «Нескінченний режим» і «Екскурсія». Версія гри на тему дня народження під назвою Baldi's Basics Birthday Bash була випущена 1 квітня 2019 року, на честь 1-ї річниці гри.

### Режим історії
Цей ігровий режим починається з того, що Балді представляє себе гравцеві. Коли гравець почне збирати перші зошити, він знаходить планшети, що показують набір із трьох математичних прикладів, представлених самим Балді. Після того, як гравець збере перший зошит, Балді винагородить гравця четвертаком, якщо гравець вирішить все правильно. Коли гравець знаходить другий зошит, третє й останнє запитання замінюється нерозбірливим ланцюжком цифр, це запитання не має можливості розв'язання, і після нього Балді починає злитися. Це питання заключне, починаючи з другого зошита.
За будь-якої неправильної відповіді на запитання Балді почне гнатися за гравцем у гніві, видаючи ляскаючі звуки удару лінійкою об свою руку. Що більше прикладів гравець вирішить неправильно, то швидше Балді переслідуватиме гравця. Якщо Балді зловить гравця, він буде повернутий на титульний екран гри. Гравець може знайти кілька предметів, розкиданих по школі, які можуть допомогти йому втекти від Балді (наприклад: ножиці, б-соду, яку можна купити за четвертак тощо). Після того, як гравець збере всі сім зошитів, Балді спочатку привітає гравця, а потім закричить, щоб він тікав, доки ще може, і посміється над ним, вистежуючи його. Усе освітлення в школі стане червоним, а деякі виходи блокуватимуться. Щоб покинути школу, гравцеві потрібно пройти через чотири виходи, щоб знайти справжній вихід і покинути школу.

### Нескінченний режим
Нескінченний режим ідентичний режиму історії, за винятком того, що мета в цьому ігровому режимі - зібрати якомога більше зошитів, перш ніж Балді зловить гравця. Чим довше гравець грає в цьому режимі, тим швидше Балді буде гнатися за гравцем.

### Екскурсія
Екскурсія — це демо-версія, яка пізніше стане режимом гри в повній версії цієї гри. Гравець вирушає в похід разом із Балді, і головна мета - збирати палиці, щоб тримати вогонь багаття якомога довше. У цьому режимі є новий персонаж, Хмара, яка іноді з'являється в грі, щоб загасити вогонь. Якщо біля багаття згасне вогонь, Балді розсердиться і буде переслідувати гравця. У Baldi's Basics Plus, починаючи з версії 0.3, екскурсії змінилися. Вони стали легшими і швидшими, але в них, також, багато веселощів.

### День Народження
Baldi's Basics Birthday Bash — це альтернативна версія гри Baldi's Basics, створена для святкування 1-ї річниці гри. Крім теми дня народження і декорацій, розкиданих по залах, ця гра дуже схожа на основну гру. Однак, врешті-решт, усі персонажі збираються в кафетерії на день народження, і гравець підніметься над підлогою. Якщо гравець рухається навколо великої свічки, він може увійти до секретного коридору, який може призвести до іншої кінцівки.

## Актори озвучування
| Персонажі         | Актори           |
| ----------------- | ---------------- |
| Балді             | Міхей МакГоніґал |
| Хуліган           | Міхей МакГоніґал |
| Директор          | Міхей МакГоніґал |
| Грайлива дівчинка | Міхей МакГоніґал |
| Мітла прибирання  | Міхей МакГоніґал |
| Перший приз       | Доктор Сбайцо    |